# 图尔伊雷梅特

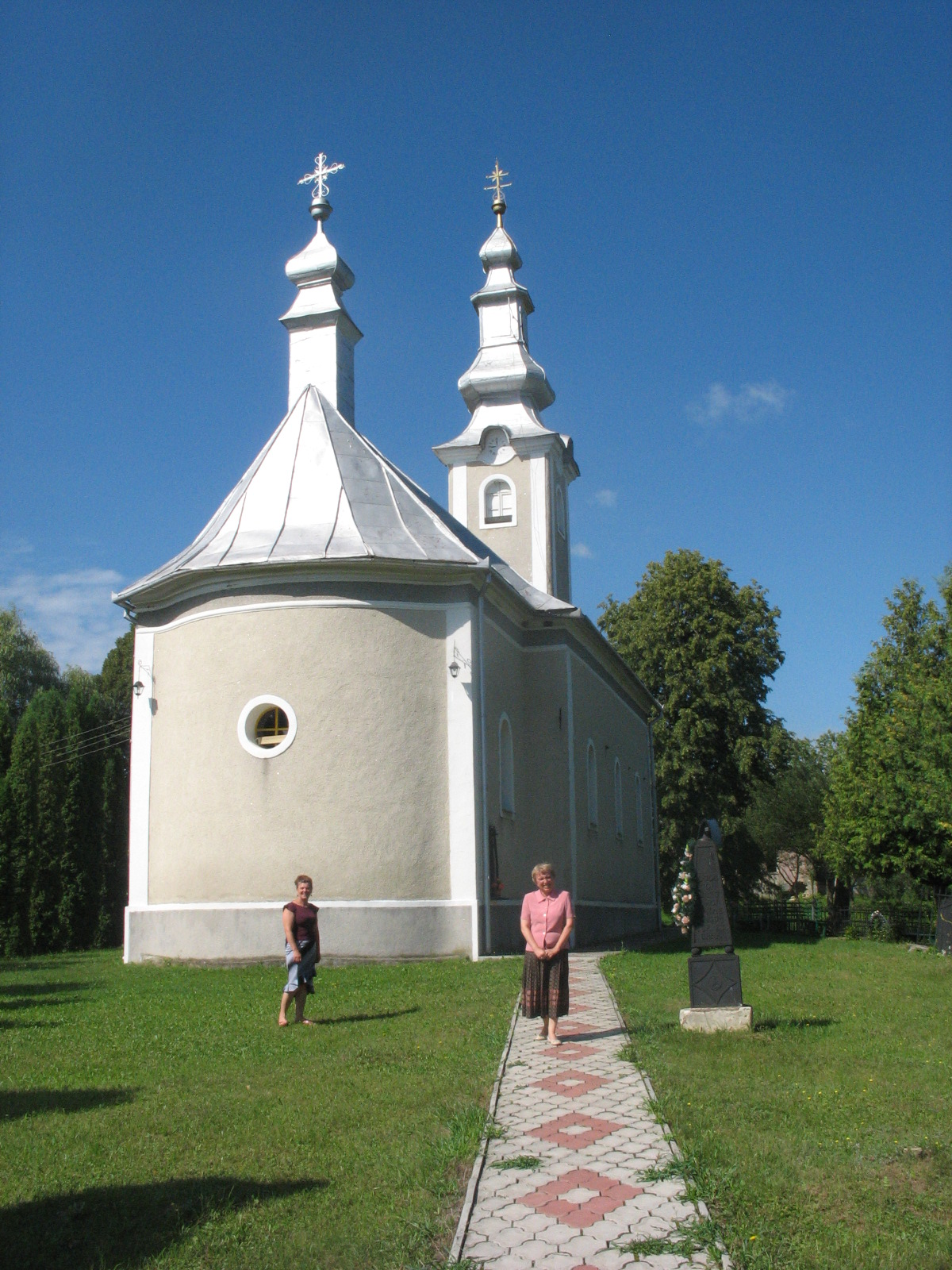
教堂

圖尔伊雷梅特（烏克蘭語：Тур'ї Ремети），是烏克蘭西部外喀爾巴阡州烏日霍羅德區图尔伊雷梅特市镇内的村庄及其行政中心。處於圖里亞河和圖里奇卡河畔，距離佩列钦10公里，始建於1451年，面積4.89平方公里，海拔高度204米。